# 丰博扎尔
丰博扎尔（法語：Fonbeauzard，法語發音：[fɔ̃bozaʁ]）是法国上加龙省的一个市镇，属于图卢兹区。

## 地理
丰博扎尔（43°40'46"N, 1°25'34"E）面积1.32 平方千米，位于法国奧克西塔尼大區上加龙省，该省份为法国西南部内陆省份，西南端与西班牙接壤，自此顺时针与上比利牛斯省、热尔省、塔恩-加龙省、塔恩省、奥德省和阿列日省接壤。
与丰博扎尔接壤的市镇（或旧市镇、城区）包括：卡斯泰尔日内斯特、欧康维尔、洛纳盖、圣阿尔邦。

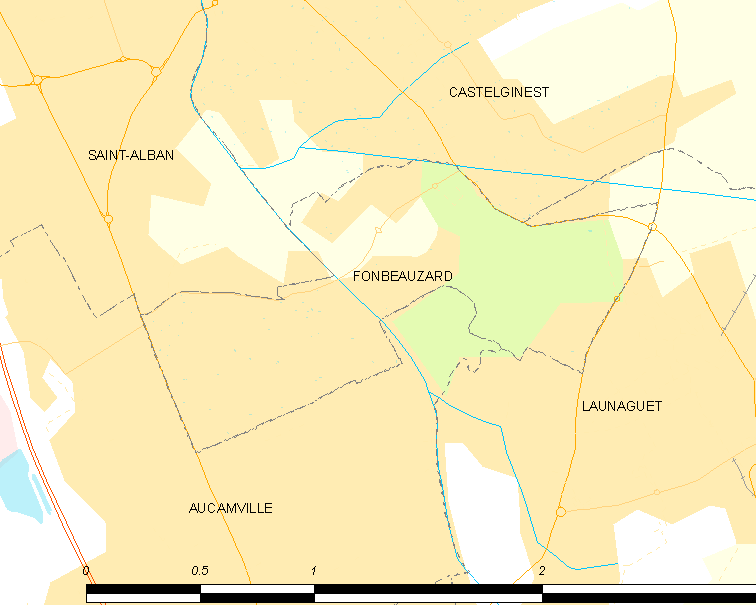
丰博扎尔的OSM定位图

丰博扎尔的时区为UTC+01:00、UTC+02:00（夏令时）。

## 行政
丰博扎尔的邮政编码为31140，INSEE市镇编码为31186。

## 政治
丰博扎尔所属的省级选区为卡斯泰尔日内斯特县。

## 人口

1962-2008年间丰博扎尔人口变化图示

丰博扎尔于2022年1月1日时的人口数量为3086人。